# Giv‘at Shemu'él
Giv‘at Shemu'él (hebreiska: Giv‘at Shemu’él, גבעת שמואל) är en ort i Israel.   Den ligger i distriktet Tel Aviv-distriktet, i den norra delen av landet. Giv‘at Shemu'él ligger 53 meter över havet och antalet invånare är 18 500.
Terrängen runt Giv‘at Shemu'él är platt. Runt Giv‘at Shemu'él är det mycket tätbefolkat, med 4 670 invånare per kvadratkilometer. Närmaste större samhälle är Bené Beraq, 1,4 km väster om Giv‘at Shemu'él. Runt Giv‘at Shemu'él är det i huvudsak tätbebyggt.